# Bezděkov (okres Pardubice)
Obec Bezděkov (německy Besdiekau) se nachází v okrese Pardubice, kraj Pardubický. Žije zde 342 obyvatel.

## Historie

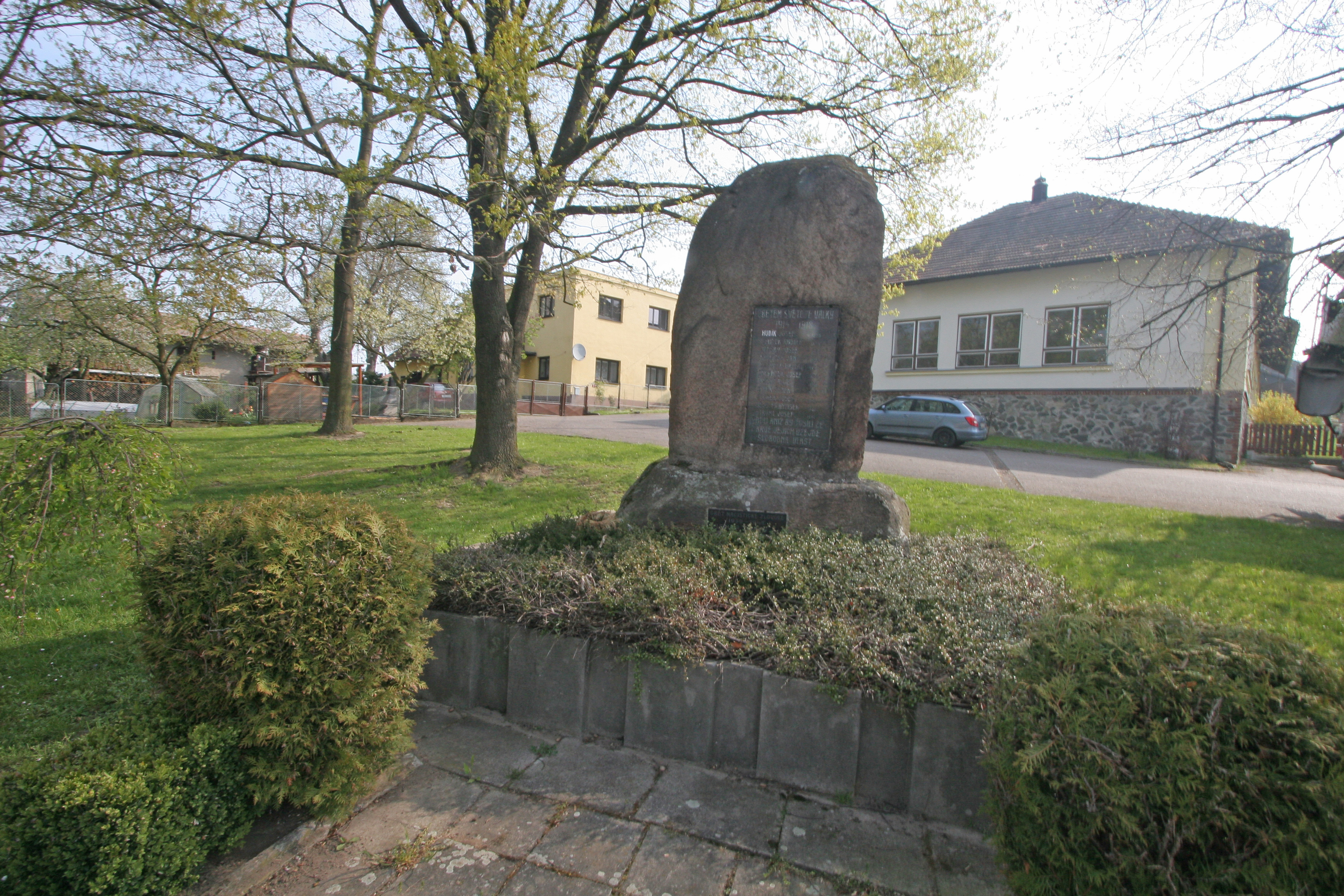
Pomník padlým na návsi

První písemná zmínka o obci pochází z roku 1378.

## Rodáci
Bohumil Chvojka (1886–1962), architekt